# Choke Yasuoka
Choke Yasuoka (nacido como Prasopchoke Klunngern, 18 de enero de 1973) es un deportista japonés de origen tailandés que compitió en atletismo adaptado. Ganó cuatro medallas en los Juegos Paralímpicos de Verano, en los años 1996 y 2004.

## Palmarés internacional
| Representando a Tailandia |                          |                   |                  |
| Juegos Paralímpicos       |                          |                   |                  |
| Año                       | Lugar                    | Medalla           | Prueba           |
| 1996                      | Atlanta (Estados Unidos) | Medalla de bronce | 10 000 m T52-53  |
| Representando a Japón     |                          |                   |                  |
| Juegos Paralímpicos       |                          |                   |                  |
| Año                       | Lugar                    | Medalla           | Prueba           |
| 2004                      | Atenas (Grecia)          | Medalla de oro    | 800 m T54        |
| 2004                      | Atenas (Grecia)          | Medalla de plata  | 400 m T54        |
| 2004                      | Atenas (Grecia)          | Medalla de bronce | 4 × 400 m T53-54 |